# Macrotoma androyana
Macrotoma androyana är en skalbaggsart. Macrotoma androyana ingår i släktet Macrotoma och familjen långhorningar.

## Underarter
Arten delas in i följande underarter:
- M. a. androyana
- M. a. plicicollis